# Coupe Spengler 2004
Navigation
Édition précédente Édition suivante
La Coupe Spengler 2004 est la 78e édition de la Coupe Spengler. Elle se déroule en décembre 2004 à Davos, en Suisse.

## Règlement du tournoi
Les équipes sont regroupés au sein d'un seul groupe. Les équipes jouent un match contre chacune des autres équipes. Les deux premiers de la poule jouent une finale pour le titre.
Lors de la phase de poule une victoire rapporte 2 points, une défaite après prolongation 1 point et une défaite dans le temps réglementaire 0 point.

## Résultats des matchs et classement
| Clt   | Équipe                  | PJ | V | VP | D | DP | BP | BC | Pts |
| ----- | ----------------------- | -- | - | -- | - | -- | -- | -- | --- |
| +001, | HC Davos                | 4  | 2 | 1  | 0 | 1  | 17 | 10 | 7   |
| +002, | HC Sparta Prague        | 4  | 2 | 1  | 1 | 0  | 18 | 15 | 6   |
| +003, | Équipe Canada           | 4  | 2 | 1  | 1 | 0  | 13 | 10 | 6   |
| +004, | Metallourg Magnitogorsk | 4  | 1 | 0  | 1 | 2  | 14 | 17 | 4   |
| +005, | HIFK                    | 4  | 0 | 0  | 4 | 0  | 8  | 18 | 0   |

- Qualifié directement pour la finale

## Finale
| 31 décembre | HC Davos | 2-0 (1-0, 0-0, 1-0) | HC Sparta Prague | Eisstadion Davos |